# Marakalagatta, Mulbagal
Marakalagatta là một làng thuộc tehsil Mulbagal, huyện Kolar, bang Karnataka, Ấn Độ.